# Alpina B8
Der Alpina B8 4.6 war ein in Kleinserie produziertes Pkw-Modell des deutschen Automobilherstellers Alpina Burkard Bovensiepen, der auf der BMW 3er-Reihe der Generation E36 basierte. Von Januar 1995 bis November 1998 wurden Limousine-, Touring-, Coupé- und Cabriolet-Ausführungen des B8 gefertigt. Insgesamt wurden im Produktionszeitraum 221 Exemplare gefertigt: Coupé mit 78 Stück, Cabriolet mit 23 Stück, Limousine mit 93 Stück und Touring mit 27 Stück.

## Geschichte

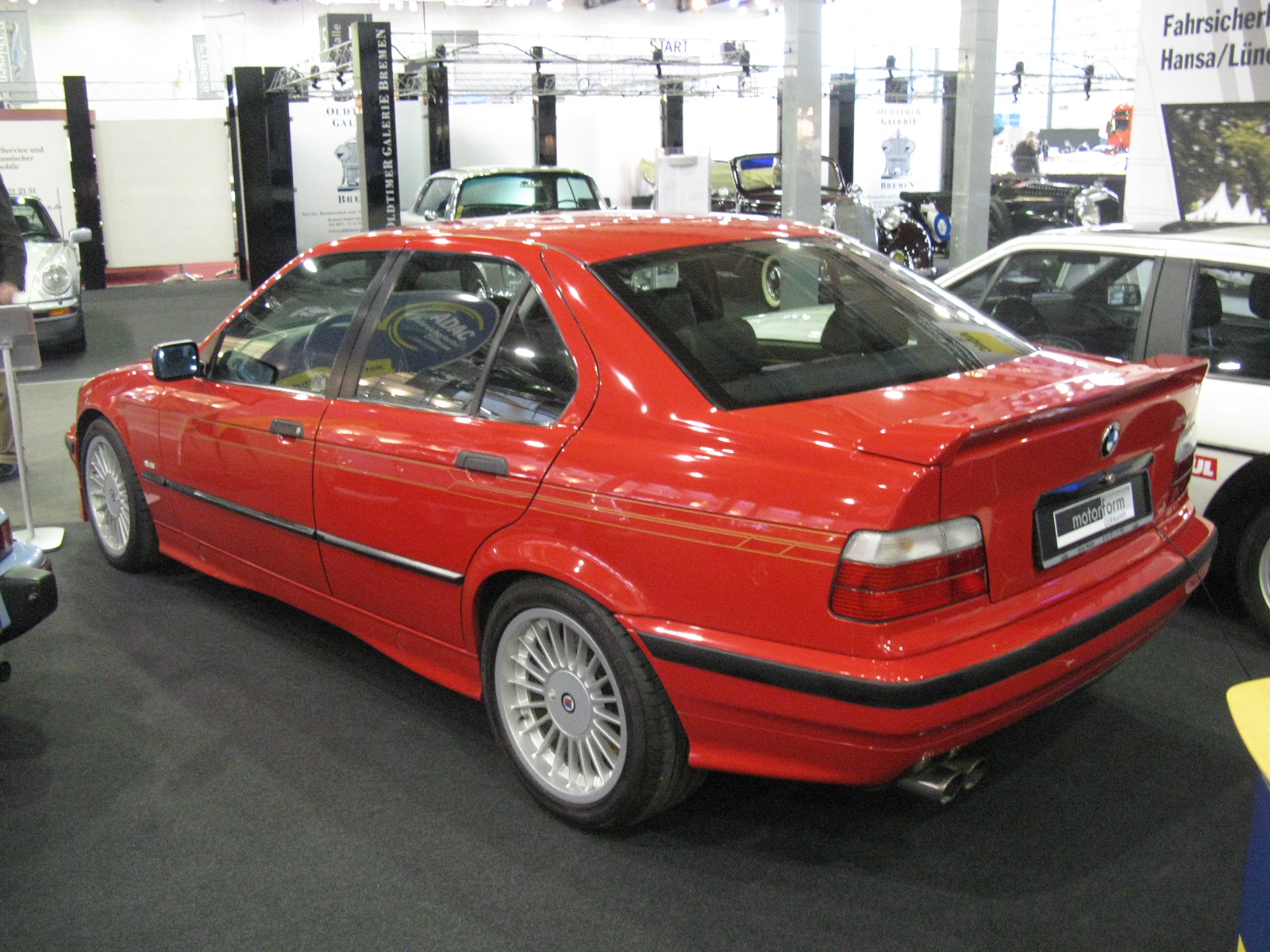
Heckansicht

Alpina wollte zum dreißigjährigen Firmenjubiläum zum B3 3.0 ein leistungsstärkeres 3er-Modell auf den Markt bringen, das es mit dem von BMW produzierten BMW M3 3.0 aufnehmen können sollte. Die Entwickler und Konstrukteure entschieden sich daher für einen V8-Motor. Zunächst plante und testete man mit dem modifizierten 4,0-Liter-M60B40-Motor (232 kW Nennleistung), den es zu dieser Zeit im E34 B10 4.0 gab, merkte dann aber, dass dieser Motor noch mehr Möglichkeiten bot und steigerte den Hubraum auf 4,6 Liter (245 kW Nennleistung), was eine deutliche Mehrleistung einbrachte. Der ALPINA B8 4,6 konnte es nicht nur mit dem damaligen BMW M3 aufnehmen, er stieg durch seine exzellenten Fahrleistungen in die Klasse der Supersportwagen auf.

## Motor und Getriebe
Alpina verwendete als Basis den BMW M60B40-Motor, der bereits im ALPINA B10 4.0 / E34 zum Einsatz kam. Der bereits bekannte Motor wurde durch einige technische Modifikationen und eine Hubraumerweiterung um 0,6 Liter auf eine Leistung von 245 kW (333 PS) bei 5700 min−1 gebracht. Der Motor erreichte ein maximales Drehmoment von 470 Nm bei 3900 min−1. Der identische Motor wurde zeitgleich auch im B10 E34 angeboten, erreichte dort jedoch dank besserer Wärmeableitung eine Leistung von 250 kW und ein Drehmoment von 480 Nm. Anders als beim B10 4.6, der mit einem 5-Stufen-Automatikgetriebe angeboten wurde, gab es beim B8 4.6 ein von Getrag produziertes 6-Gang-Schaltgetriebe, das später mit identischen Übersetzungen auch bei BMW im M3 3.2 erschien. Auch das Differential wurde überarbeitet. Die Hinterachsübersetzung betrug 2,79 : 1 (BMW M3 3.2: 3,23 : 1). Durch einen neugegossenen Hinterachsgetriebedeckel vergrößerte sich der Ölinhalt auf 3,1 Liter, wodurch die Öltemperaturen während längerer Hochgeschwindigkeitsabschnitte gesenkt wurden. Ein Sperrdifferential war optional erhältlich.

## Fahrwerk und Bremsen
Alpina verbaute Fahrwerke, die aus Einrohr Sport-Stoßdämpfern von Bilstein und Eibach-Federn (nur an der Vorderachse, hinten BMW-Serie) bestanden und gegenüber dem Serienfahrwerk des BMW E36 um ca. 20 mm tiefer lagen. Ebenfalls verbaut wurden exzentrische Querlenkerlager, wie sie auch beim M3 GT zum Einsatz kamen. Der vordere Stabilisator wurde im Durchmesser auf 24 mm vergrößert und ist eine Sonderanfertigung, hinten wurde der 15-mm-Stabilisator aus der BMW-Serie verwendet. Als elektronische Fahrhilfe stand ASC+T (Automatische Stabilitäts-Control + Traktion) als Vorläufer des elektronischen Stabilitätsprogramms serienmäßig zur Verfügung. Dies wurde sogar in Kombination mit einem Sperrdifferential angeboten. Durch die im Vergleich zum Reihensechszylinder kürzere Bauform des V8 lag der Schwerpunkt weiter hinten, was positive Auswirkungen auf das Einlenkverhalten hatte. Die Querlenker stammten vom 328i E36 – in Vorserie vom 325i, die Hinterachse dagegen vom M3 3.0. Lediglich eine Handvoll B8-Fahrzeuge wurden noch mit der Hinterachse des BMW 325i ausgestattet und basieren auf dem Vorgängermodell des BMW 328i.
Test-, Studien- und Entwicklungsfahrzeug war der ALPINA B8 4.6 'Brillantrot' mit der Produktionsnummer 34 – Karosserietyp: Limousine/Sedan. Dieses Fahrzeug basiert, anders als die meisten anderen B8-Modelle, komplett auf einem 325i Vorfacelift. Es wurde bereits im Januar 1991 von ALPINA bei BMW bestellt und zu Entwicklungszwecken genutzt. Zunächst verbaute man einen 4,0-Liter-Motor mit 232 kW (315 PS). Man erkannte jedoch, dass dem Motor noch mehr Potenzial zu entlocken war und vergrößerte den Hubraum auf 4,6 Liter. Dieses Fahrzeug #34 wurde von ALPINA erst im Jahre 1996 über den BMW-Händler Faltz in Essen verkauft und ausgeliefert. Zuvor war es nie zugelassen und diente als reines Studien- und Entwicklungsfahrzeug. Vor der Auslieferung wurde es komplett revidiert und bekam die BMW Faceliftstoßstange, Facelift-Seitenblinker, eine Faceliftsitzgarnitur in schwarzem Nappaleder und eine neue Lackierung in „hellrot / 314“.  
Ein weiteres Entwicklungsfahrzeug war der BMW ALPINA B8 4.0 #1 – dieses Fahrzeug war das einzige Auto der Vor-Generation was auch als „B8 4.0“ zugelassen wurde. Aus diesem Grund behielt er auch die Bezeichnung B8 4.0. Alle anderen Entwicklungs-, Geschäfts- und Präsentationsfahrzeuge wurden erst nach ihrer Umrüstung auf den stärkeren 4,6-Liter-Motor angemeldet. Auch für das Werbe- und Präsentationsfahrzeug, das beim Autosalon in Genf 1994 (als 4,0) & 1995 (als 4,6) vorgestellt wurde, den ALPINA B8 4.6 #1 in „ALPINABLAU“ galt dies, er wurde 1994 nach der Präsentation in Genf umgerüstet und bekam die Produktionsnummer 1 der B8 4.6 Limousinen.
Ein weiteres Fahrzeug, welches auf dem 325i basiert, ist das Coupé No. 1, das als erster B8 4.6 offiziell zugelassen und vom ALPINA-Chef als Privatfahrzeug genutzt wurde. Die Erstzulassung dieses Fahrzeugs erfolgte im November 1994 auf die Burkard Bovensiepen GmbH + Co. KG. Es ist das einzige Exemplar in der Lackierung „Mauritiusblau Metallic / 287“.
An der Vorderachse wurden Zwei-Kolben-Faustsättel von Lucas mit innenbelüfteten Bremsscheiben (Durchmesser: 326 mm; Dicke: 26 mm) sowie Ferodo-Bremsbeläge verwendet, an der Hinterachse kam die Bremsanlage des M3 3.0 zum Einsatz. Die Verzögerungswerte lagen oberhalb von 10 m/s².

## Karosserie und Innenraum
Zur Vergrößerung der durch den V8-Motor eingeschränkten Reichweite und für eine bessere Traktion an der Hinterachse wurden dem Coupé und der Limousine ein zusätzlicher Tank eingebaut. Dieser steigerte das Tankvolumen auf 95 Liter. Bis auf eine geänderte Auspuffanlage erhielt der B8, wie auch jedes andere Alpina-Modell, neben den typischen Alpina-Rädern nur einen Frontspoiler und bei Limousine & Coupé einen Heckflügel. Durch diese im Windkanal von BMW entwickelten Maßnahmen verringerte sich der Luftwiderstandsbeiwert (cW) im Vergleich zum M3 3.2 um 0,02 auf 0,30. Optional konnte das Alpina-Deko-Set in Gold oder Silber bestellt werden.
Bis auf die Alpina-typische Plakette versilbert und mit Produktionsnummer, einer erweiterten Tachoeinheit von VDO (mit Zusatzanzeigen für die Motoröl- und Hinterachsöltemperatur, Motoröldruck und Bordspannung), die es gegen Aufpreis gab, Wurzelholz-Innenausstattung in Rüster-Maser, ein 385 mm großes Sportlederlenkrad (original BMW SA255) und BMW-Sportsitze blieb die Innenausstattung unverändert. Für 3850 DM Aufpreis bot Alpina Sportsitze von Recaro an. Zusätzlich zu den BMW-Sitzpolstern (Teilleder und Montana Leder) bot ALPINA individuelle Sonderpolsterungen an. Hierzu zählte unter anderem die Stoffpolsterung (nur in dunkelanthrazit) im ALPINA-Design (diese war in der Serienausstattung inbegriffen), Nappaleder in diversen Farben (hier waren auch Sonderfarben wie „tobagoblau“ möglich) – auf Wunsch auch BiColor, eine Jubiläumsausstattung in einem Alcantara-Nappaleder-Mix (Atlantis Blau) – und eine Wasserbüffelleder-Polsterung in Natur (dunkelanthrazit), die ebenfalls ALPINA-Applikationen (ALPINA-Rautenmotiv mit blauem und grünem Ziergarn) hatte, optional auch als Volllederausstattung für fast 18.000 DM. Bei den Außenlackierungen wurden den B8-Kunden zusätzlich zu den BMW-Serienfarben, die je nach Jahr in der Farbpalette variierten, BMW-Individualfarben wie „Petrol Mica“ und die ALPINA-Sonderlackierungen in Blau- oder Grünmetallic gegen Aufpreis angeboten. Am häufigsten wurden die Farben „Cosmosschwarz-Met.“, „Montrealblau-Met.“ und „ALPINA-Blau-Metallic“ bestellt.

## Technische Daten

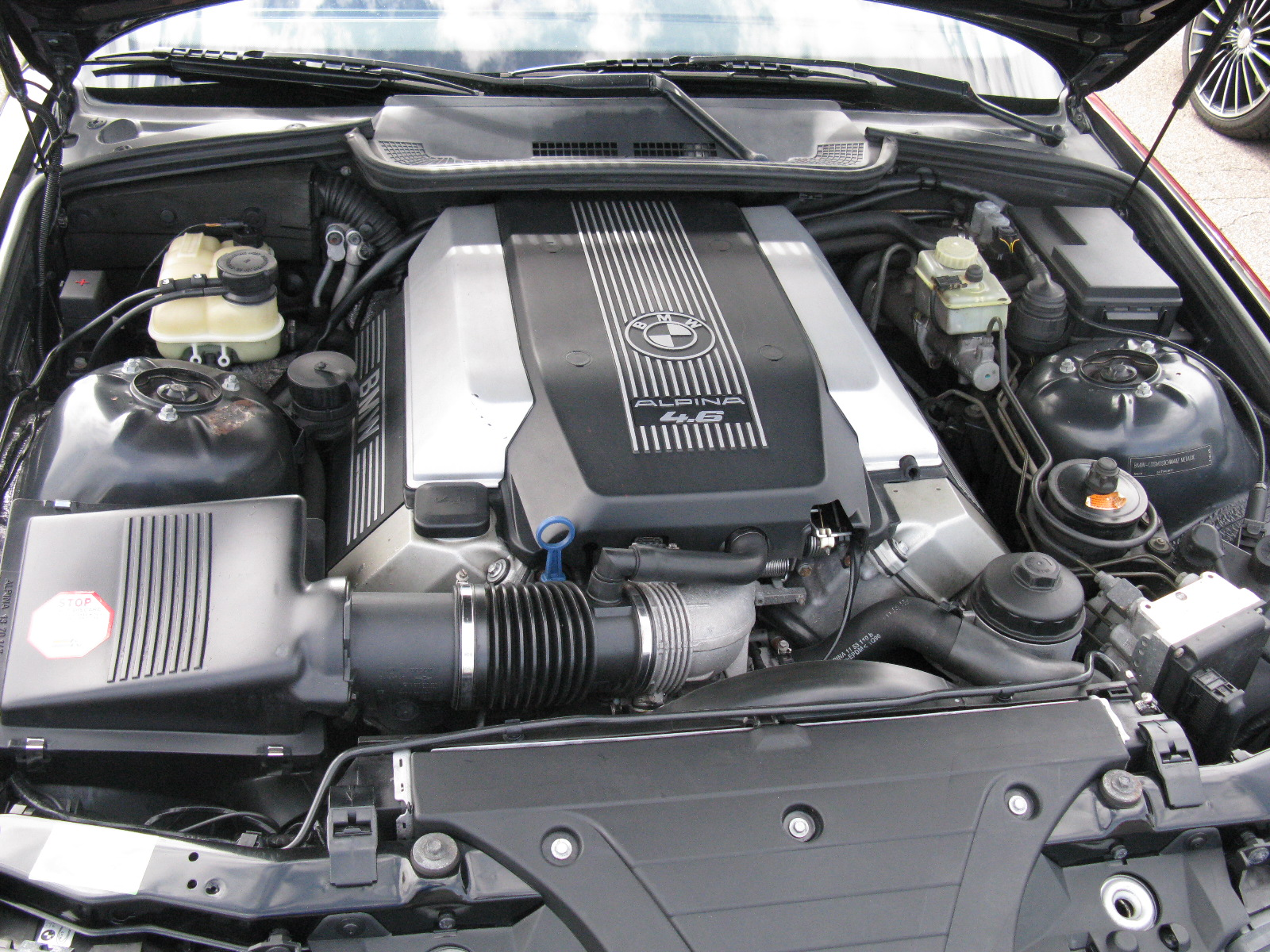
Motor eines Alpina B8 4.6

| Modell                     | Alpina B8 4.6                     |
| -------------------------- | --------------------------------- |
| Plattform                  | BMW 328i E36 (1)                  |
| Hubraum                    | 4619 cm³                          |
| Motorbauart                | V8                                |
| max. Leistung              | 245 kW (333 PS) bei 5700/min      |
| max. Drehmoment            | 470 Nm bei 3900/min               |
| Beschleunigung, 0–100 km/h | 5,6 s                             |
| Höchstgeschwindigkeit      | mind. 280 km/h                    |
| Kraftstoffverbrauch        | 11,3 l/100 km Super Plus (ROZ 98) |
| Leergewicht                | 1490–1600 kg                      |

## Preis
Mit einem Grundpreis von 122.000 DM (Limousine), 125.000 DM (Coupé), 129.000 DM (Touring) und 139.000 DM (Cabrio) gehörte der B8 damals mit zu den teuersten Autos seiner Klasse und war über 35.000 DM teurer als der von der BMW M GmbH produzierte E36 M3.